# Koppelberg
De Koppelberg is een motteheuvel waarop in de middeleeuwen een mottekasteel heeft gestaan. De heuvel ligt bij de Louerstraat ten zuidoosten van Dieteren in de Limburgse gemeente Echt-Susteren in Nederland.
Het terrein waarin zich de kasteelheuvel bevindt is een rijksmonument.
Rond de Koppelberg ligt een droge gracht, waarbij het materiaal van die gracht destijds gebruikt is voor het opwerpen van de motteheuvel. De gracht is deels gedempt met grond van de heuvel. De heuvel heeft een hoogte van ongeveer zeven meter.

## Geschiedenis
In de periode 1000-1100 is de Koppelberg waarschijnlijk opgeworpen.
In 1288 wordt de Koppelberg reeds in archiefstukken genoemd.

## Trivia
Dialectgroep Janse Bagge Bend uit het nabij gelegen Susteren bracht in 1985 de single De Sjlaag om de Koppeleberg uit; een instrumentaal nummer dat een cover is van Battle of Brisbane van The Pogues.